# بيندكت جاي فرنانديز
بيندكت جاي فرنانديز (بالإنجليزية: Benedict Joseph Fernandez)‏ هو مصور أمريكي، ولد في 5 أبريل 1936 في هارلم الشرقية ‏ في الولايات المتحدة.